# ليونيد كوشيليف
ليونيد كوشيليف (بالإنجليزية: Leonid Koshelev)‏ (مواليد 1979) لاعب كرة قدم أوزبكستاني دولي يجيد اللعب في مركز الوسط . يلعب حاليا لصالح نادي شينيك ياروسلافل الروسي .

## مسيرته الكروية
لعب ليونيد كوشيليف خلال مسيرته الاحترافية مع 6 أندية في تسعة عشر موسمًا وسجل خلالها 92 هدفًا ضمن 373 مباراة. حيث فاز في سبعة مواسم بالكأس وفي خمسة مواسم بالدوري.
خاض ليونيد كوشيليف مسيرته مع نافباخور نامانجان في موسم 1997 في المرة الأولى ليلعب معه أربعة مواسم ثم ما بين عامي 2013 و2014 لمدة موسم واحد، مشاركًا طوالها في 105 مباراة سجل خلالها 25 هدفًا. ثم انتقل إلى نادي باختاكور طشقند في موسم 2001 في المرة الأولى ليلعب معه خمسة مواسم ثم ما بين عامي 2007 و2008 لمدة موسم واحد، حيث شارك طوالها في 137 مباراة سجل خلالها 47 هدفًا. لينتقل بعدها إلى نادي شينيك ياروسلافل في عامي 2005-2007 ولمدة موسمين، مشاركًا في 14 مباراة سجل خلالها هدفًا واحدًا. ثم انتقل إلى دينامو سمرقند ما بين عامي 2008 و2009 في المرة الأولى لمدة موسم واحد ثم ما بين عامي 2012 و2013 لمدة موسم واحد، مشاركًا طوالها في 48 مباراة سجل خلالها 8 أهداف. هذا وانتقل لاحقًا إلى Qizilqum FC ‏ في موسم 2009 واستمر معه طيلة ثلاثة مواسم، مشاركًا في 63 مباراة سجل خلالها 10 أهداف.

## روابط خارجية
- ليونيد كوشيليف على موقع إي إس بي إن إف سي (الإنجليزية)
- ليونيد كوشيليف على موقع قاعدة بيانات كرة القدم.إي يو (الإنجليزية)
- ليونيد كوشيليف على موقع ناشيونال فوتبول تيمز (الإنجليزية)
- ليونيد كوشيليف على موقع Soccerway.com (الإنجليزية)